# Renate Diemers
Renate Diemers foi uma política alemã da União Democrática Cristã (CDU) que serviu como membro do Bundestag alemão.

## Biografia
Ela ingressou na CDU em 1966 e na CDA em 1973. De 1990 a 2002 ela foi membro do Bundestag alemão; durante o seu mandato parlamentar, foi membro da Comissão da Família, da Terceira Idade, da Mulher e da Juventude, da Comissão dos Correios e Telecomunicações e da Comissão de Inquérito de Mudança Demográfica.